# Melanagromyza nudifolii
Melanagromyza nudifolii är en tvåvingeart som beskrevs av Spencer 1965. Melanagromyza nudifolii ingår i släktet Melanagromyza och familjen minerarflugor. Inga underarter finns listade i Catalogue of Life.